# De Steenhault de Waerbeek

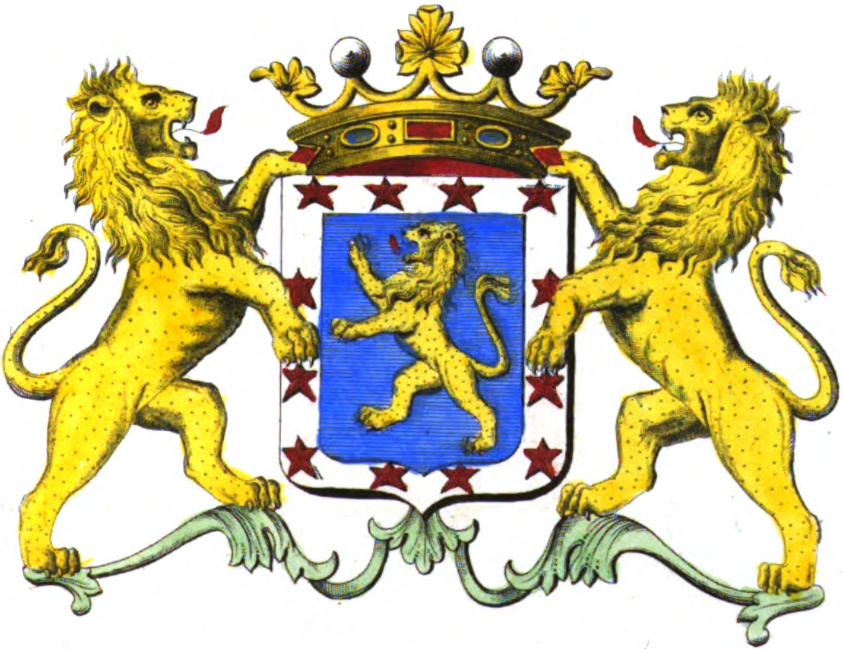
Wapen van de familie de Steenhault

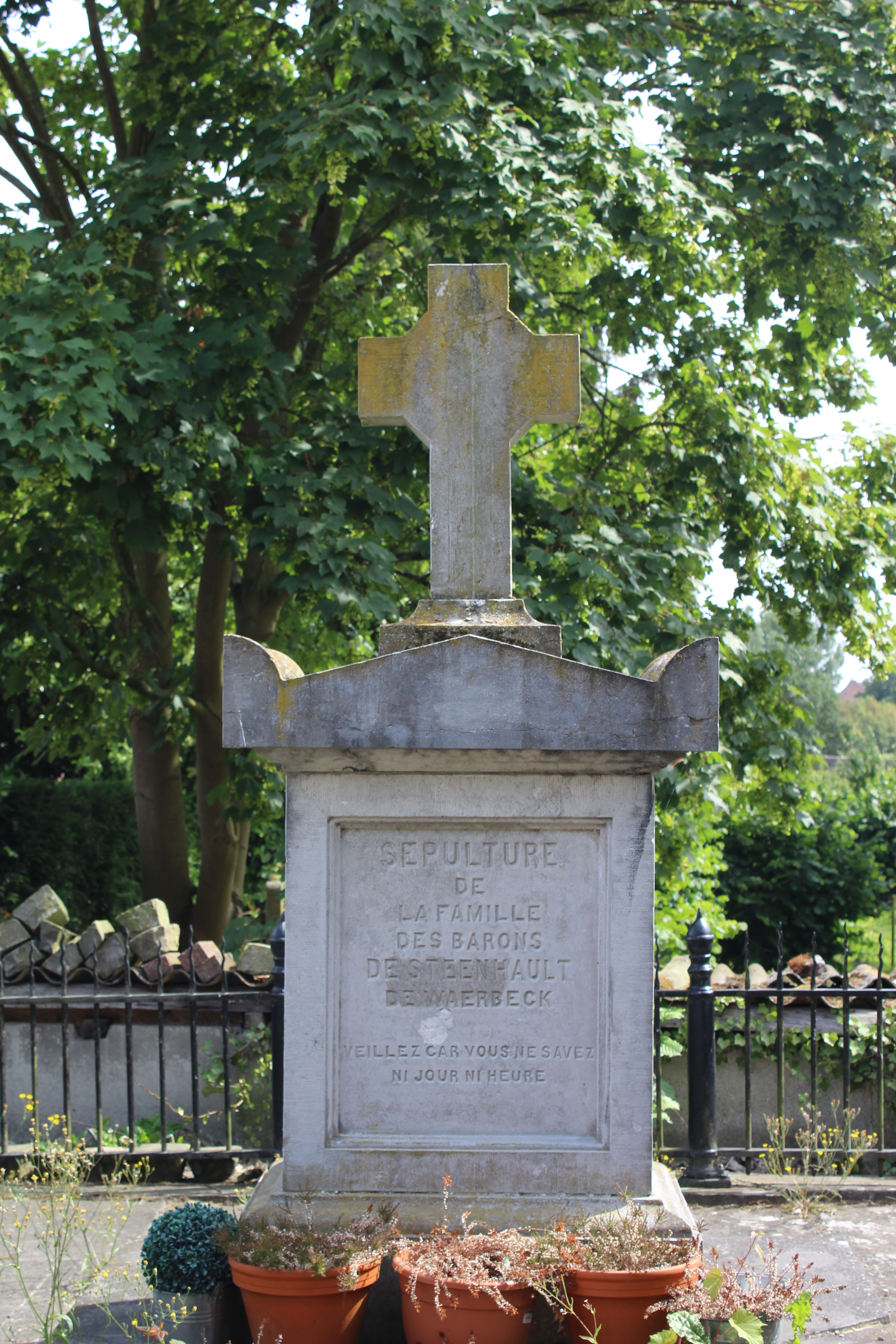
Familiegraf te Vollezele

De Steenhault de Waerbeek is een Zuid-Nederlandse adellijke familie.

## Geschiedenis
In 1659 verhief koning Filips IV van Spanje de vishandelaar Henri Buelens in de adel en gaf hem tevens vergunning om de naam en het wapen van de uitgedoofde familie de Steenhault aan te nemen, nadat hij in Vollezele de heerlijkheid Steenhault had gekocht. Hij was getrouwd met Leonore Meeus.
Hij had een kleinzoon, Augustin-Dieudonné de Steenhault (1672-1758), die in 1697 licentiaat werd in beide rechten. In 1699 werd hij erkend als advocaat bij de geestelijke rechtbank van Mechelen en wat later als advocaat bij de Grote Raad van Mechelen. In 1702 werd hij fiscaal bij de curie van de aartsbisschop. In 1712 werd hij raadsheer en rekwestmeester bij de Grote Raad van Mechelen. In 1725 werd hij opgenomen in de Geheime Raad, waar hij in 1739 voorzitter van werd.
In 1766 verleende keizerin Maria Theresia de titel baron, overdraagbaar bij eerstgeboorte, aan Jean-François de Steenhault (1718-1793).
Zijn zoon, Jean-Augustin de Steenhault (1747-1795), heer van Waarbeek, getrouwd met Marie-Françoise Herman, had twee zoons die na 1815 opnieuw de adellijke status aannamen.

## Alexandre de Steenhault de Waerbeek
Jean François Alexandre de Steenhault de Waerbeek (Vollezele, 19 oktober 1789 - Mechelen, 23 februari 1845), zoon van Jean-Augustin, werd onder het Franse keizerrijk officier in een artillerieregiment. Hij trouwde in 1815 in Mechelen met Caroline de Richterich (1789-1852), dochter van Jean-Théodore de Richterich, die onder het ancien régime griffier en secretaris was van de Grote Raad van Mechelen. In 1816, ten tijde van het Verenigd Koninkrijk der Nederlanden, werd hij erkend in de erfelijke adel met de titel baron, overdraagbaar bij eerstgeboorte en benoemd in de Ridderschap van Antwerpen. Hij werd lid van de Provinciale Staten van deze provincie en burgemeester van Mechelen.
- Ernest de Steenhault de Waerbeek (1815-1886), burgemeester van Vollezele, provincieraadslid van Brabant en volksvertegenwoordiger, trouwde in 1839 in Brussel met barones Léonie de Blondel de Beauregard de Viane (1819-1869), dochter van baron Eustache de Blondel de Beauregard de Viane. Ze kregen een zoon en een dochter.
  - Adhémar de Steenhault de Waerbeek (1840-1906), burgemeester van Vollezele, provincieraadslid van Brabant en senator, trouwde in 1869 in Brussel met Marie-Alphonsine García de Léon y Pizarro (1848-1925). Ze kregen een zoon en een dochter.
    - Léon de Steenhault de Waerbeek (1871-1939), burgemeester van Vollezele, provincieraadslid van Brabant en senator, trouwde in 1903 in Angleur met Hélène Nagelmackers (1882-1932), dochter van Jules Nagelmackers, bankier. Ze kregen vier zoons en een dochter.
      - Jean de Steenhault de Waerbeek (1904-1976), trouwde in 1931 in Brussel met Christiane Casimir-Lambert (1908-2001). Ze kregen twee dochters, met afstammelingen tot heden. Hij hertrouwde in 1943 in Lusaka met Ghislaine Godisiabois (°1914) en in 1970 in Oetingen met Fernande Jordens (1920-2007). Beide huwelijken bleven kinderloos.
      - Henri de Steenhault de Waerbeek (1912-1957), lid van het Geheim Leger en politiek gevangene 1940-45, trouwde in 1938 in Wenen met Elisabeth (Liselotte) von Rittershausen (1907-1962). Ze kregen een dochter, met afstammelingen tot heden.
      - Albert de Steenhault de Waerbeek (1915-1944), trouwde in 1943 in Pretoria met Audrey Edwards (1910-1971). Hij was oorlogsvrijwilliger, piloot en sneuvelde in bevolen dienst in Canada op 16 september 1944.
      - Yves de Steenhault de Waerbeek (1916-1997), jezuïet en missionaris in Calcutta. Hij was de laatste mannelijke naamdrager van de familie de Steenhault.

    - Jeanne de Steenhault de Waerbeek (1872-1947), trouwde in 1898 in Vollezele met graaf Étienne Visart de Bocarmé (1865-1951), advocaat, bosbouwkundige en voorzitter van het Havenbestuur van Brugge-Zeebrugge, zoon van graaf Amedée Visart de Bocarmé, bosbouwer, burgemeester van Brugge en volksvertegenwoordiger, en broer van jhr. Albert Visart de Bocarmé, historicus, numismaticus en burgemeester van Uitbergen. Ze kregen een zoon en drie dochters, met afstammelingen tot heden.

  - Anne de Steenhault de Waerbeeck (1843-1931), trouwde in 1865 in Brussel met jhr. Henri de Beughem de Houtem (1839-1885), broer van jhr. Charles-Ferdinand de Beughem de Houtem, kunstschilder, en jhr. Arthur de Beughem de Houtem, burgemeester van Lippelo en senator. Ze kregen een dochter, met afstammelingen tot heden.

## Victorin de Steenhault
Victorin de Steenhault (Vollezele, 21 oktober 1791 - Aarlen, 24 april 1841),  broer van Alexandre, staatsraad en gouverneur van Luxemburg, trouwde in 1815 in Brussel met de Zwitserse Marie Moser (1794-1863). Ze kregen twee dochters.
- Victorine de Steenhault (1815-1894), trouwde in 1836 in Aarlen met Léopold de Mathelin (1815-1880), provincieraadslid van Luxemburg. Ze kregen een zoon en vier dochters, met afstammelingen tot heden.
- Eugénie de Steenhault (1818-1895), trouwde met Constant d'Hoffschmidt (1804-1873), volksvertegenwoordiger, senator, minister en minister van Staat, zoon van Ernest-François d'Hoffschmidt, officier en lid van de Tweede Kamer, en broer van François d'Hoffschmidt, lid van de Provinciale Staten van Luxemburg en volksvertegenwoordiger.